# Ампанг-Джая
Ампанг-Джая (малайск. Ampang Jaya, также — Ампанг) — город в Малайзии, в восточной части штата Селангор. Является также мукимом и федеральным избирательным округом, охватывающим части округов Хулу-Лангат и Гомбак. Расположен недалеко от восточной границы федеральной территории Куала-Лумпур.
Ампанг был одним из первых районов в долине Кланг, где была открыта добыча олова. Название «Ампанг» происходит от старого написания малайского слова empangan (или ampangan), что означает плотина; место было названо в честь шахтёрских плотин.